# Masía y Torre de la Chirivilla (Zucaina)
La Masía de la Chirivilla, conocida como “Torre Mora”, en Zucaina, en la comarca del Alto Mijares, es antigua alquería musulmana catalogada como Bien de Interés Cultural por declaración genérica y categoría de Monumento, sin inscripción ministerial, pero con código autonómico 12.08.142-002.

## Historia
La Masía de la Chirivilla, que se ubica cerca de la población de Zucaina, estaba dotada de una torre defensiva de origen musulmán.
La masía y su torre están documentadas por escrito desde los siglos XIII y XIV, en los que se les nombra como parte de las propiedades que cambian de manos en los tiempos de la reconquista cristiana de estas tierras.

## Descripción
La masía está constituida por un conjunto de edificaciones para diversos usos. Entre ellas se encuentra la propia torre, que se utilizaba tanto para vigilancia como para la defensa de los pobladores de la masía y de otros núcleos habitados cercanos. Está datada de la época medieval y por los restos puede considerarse probable que toda ella estuviera cercada por una muralla. De la torre en la actualidad no quedan más que restos de sus basamentos, pero puede decirse que presentaba planta cuadrada y era de fábrica de mampostería con refuerzos en las esquinas a base de sillares.